# AT&T 랩스
AT&T 랩스(AT&T Labs, Inc.)는 미국의 거대 통신 기업 AT&T의 R&D 부문을 총괄하는 AT&T 내 자회사이다. 예전에 존재하던 AT&T 래브러토리즈(AT&T Laboratories), SBC 래브러토리즈(SBC Laboratories), 벨사우스 래브러토리즈(BellSouth Laboratories) 조직을 포괄한다.

## 역사
AT&T 랩스는 1988년 "사우스웨스턴 벨 테크놀로지 리소시즈"(Southwestern Bell Technology Resources, Inc)라는 이름으로 창립되었다. 모든 베이비 벨 회사들이 조금씩 출자하고 있던 벨코어라는 R&D 조직과는 전혀 관계없이 별도로 설립되었다..
1995년, 사우스웨스턴 벨 코포레이션(SouthWestern Bell Corporation)이 SBC 커뮤니케이션(SBC Communications, Inc)이라는 이름으로 회사명을 바꾸었다. 사우스웨스턴 벨 테크놀로지 리소시즈도 사명을 SBC 테크놀로지 리소시즈(SBC Technology Resources)로 바꾸었다.
2003년, SBC TRI는 사명을 "SBC 래브러토리즈"(SBC Laboratories, Inc)로 바꾸었다.
이름을 AT&T 랩스로 바꾸기 전, SBC 래브러토리즈는 다음 네 가지 분야에 집중하여 연구/개발하고 있었다. 광대역 인터넷, 무선 시스템, 네트워크 서비스, 네트워크 IT의 네 개의 분야였다.
2005년, SBC 커뮤니케이션즈와 AT&T 코프가 AT&T Inc.라는 이름 하에 합병하였다. 따라서, SBC 래브러토리즈는 "AT&T 랩스"가 되었다. 뉴저지주에 있던 연구 시설도 흡수 합병하였다.
2006년, 벨사우스 래브러토리즈도 AT&T 랩스의 일부가 되었다.

## 개발작
AT&T 랩스(AT&T Labs, Inc.)는 콘 셸(Korn shell, 유닉스용 셸 프로그래밍 언어의 일종.)을 만들었다. 또한 그래프 비주얼라이재이션 시스템인 그래프비즈, Text to Speech 소프트웨어, Galax (XML을 위한 XQuery 구현의 한 가지), 기타 툴과 라이브러리 등을 개발하였다.